# Софія Вембо
Софія Вембо (грец. Σοφία Βέμπο), справжнє ім'я Ефі Бембо,грец. Έφη Μπέμπο; *1910, Галліполі, Східна Фракія — †11 березня 1978, Афіни) — грецька співачка та акторка, найбільш відома в добу італо-грецької війни виконанням патріотичних пісень, а згодом здобула народне визнання як «співачка Перемоги».

## Біографія
Ефі Вембо народилась у Східній Фракії 1910 року. Під час греко-турецького обміну населенням її родина переїхала в Царіцані, що у номі Лариса, область Фессалія, а пізніше оселилась у портовому місті Волос. Тут Ефі закінчила школу.
Музичну кар'єру Ефі Вембо почала в Салоніках. 1933 року вона дебютувала в Афінах у театрі «Кентрікон», в який її прийняв Фотіс Самартзіс. Вембо виконувала роль циганки в ревю «Папуга». Вона володіла своєрідним контролем голосу, незвичним для сучасної їй аудиторії, і пісні у її виконанні мали шалений успіх. Роком пізніше вона створила перші записи романсів і підписала контракт зі студією Columbia, з якою співпрацювала до кінця життя.
Незабаром Софія Вембо стала справжньою естрадною та театральною зіркою, записала низку популярних пісень. Вона також знялася у фільмі грецького виробництва «η Προσφυγοπούλα» (укр. Біженка) в 1938 році. Вона працювала в афінських театрах, таких як «Ідеал», «Акрополь», «Альгамбра», а також у «Гранд Тріанон Кабаре» в Александрії, Єгипет.
Коли розпочалася Друга світова війна, Софія Вембо досягла піку кар'єри. Греція вступила у війну на боці союзників в жовтні 1940 року, а грецька армія успішно відбила напад італійських військ на північних кордонах країни. Вембо підхопила настрій грецької нації у своїх піснях і стала «співачкою Перемоги». Легендарну пісню «Діти Греції», написану Мімісом Траїфоросом, співали вже під час греко-італійської війни 1940–1941 років.
Пісні Софії Вембо звеличували відвагу грецьких солдатів і знущалися над Муссоліні й італійськими агресорами, підтримуючи моральний дух не тільки солдатів, але й мирного населення. Коли німці зайняли Грецію, творчість Вембо негайно заборонили, а сама співачка була вимушена спішно покинути країну. Вона оселилася в Бейруті, де залишалася до кінця війни, хоча продовжувала співати для союзних військ на Близькому Сході.
Софія Вембо повернулася до Греції після закінчення Другої світової війни, коли країну охопила жорстока громадянська війна. Це був не час для пісень про любов і сердечні переживання. Вембо взяла участь у двох політичних ревю і співала для Грецької Національної армії, яка брала участь в гіркій братовбивчій боротьбі. Вона також відвідала США і Єгипет. Софія Вембо продовжувала виступати в 1950-х, але в 1960-х її виступи стали рідшими, допоки вона повністю не припинила сценічну діяльність на початку 1970-х років.
1957 року Ефі Вембо одружилася з композиторои Мімісом Траїфоросом після тривалого роману. У листопаді 1973 року в ніч студентських протестів проти диктатури чорних полковників (в сучасній історіографії відоме як Повстання в Афінському Політехнічному університеті), Вембо у своєму будинку переховувала кількох молодих чоловіків і жінок, що рятувалися від поліції.
Софія Вембо нагороджена золотим хрестом Ордена Доброчинності. Померла від інсульту 11 березня 1978 року в Афінах. Похована на Першому афінському кладовищі.

## Виконувані пісні
| - Αγάπη μου η ώρα φτάνει - Ανθρωπός μου - Απόψε σε θυμάμαι - Ας ήταν για λίγο για λίγα λεπτά - Άσε τον παλιόκοσμο να λέει - Αφήστε με να πιω - Αχ να γύριζαν τα χρόνια τα παλιά - Βάζει ο Ντούτσε τη στολή του - Βιολιστή τσιγγάνε - Δεν είν' αυτή ζωή δεν είναι - Δεν έχεις τίποτα μα έχεις κάτι - Δεν κλαίω πια - Δεν ξέρω τι κρύβει η καρδιά σου - Ειρήνη - Ζεχρά - Θα καθόμουνα πλάι σου - Θέλω να μπορούσε να γίνει - Καινούργια τώρα ζωή - Καλό σου ταξίδι - Κάνε κουράγιο Ελλάδα μου - Κάποιο μυστικό | - Κάποιος κάπου κάποτε - Κάτι με τραβά κοντά σου - Κι αν μ' αγαπάς μη μου το πης - Κλαις - Κορόιδο Μουσολίνι - Κρασί - Λόντρα, Παρίσι, Νιού Γιόρκ - Μ' αρέσει - Μαριτάνα - Μάρω, Μάρω - Μη φύγης ξανά - Μονά ζυγά - Να γιατί ακόμα σ' αγαπώ - Να η Αθήνα - Να με παίρνανε τα σύννεφα - Να μην έφευγα ξανά - Νάνι-νάνι - Ο Γιάννος κι η Παγώνα - Ομόνοια Πλάς - Όπου κι’ αν πας θα θυμάσαι - Όταν γυρίζουν τα χελιδόνια | - Παιδιά της Ελλάδος παιδιά - Πάντα μαζί - Παρελθόν - Πόσο λυπάμαι - Ποτέ δεν θα στο πώ - Ραντεβού στην Αθήνα - Σ' αγαπώ γιατί είσαι ο μόνος - Σ’ αγαπώ και μ’ αρέσει η ζωή - Σβήσε το φώς και γεμάτη γαλήνη - Σουβενίρ ντ' Ατέν - Σπανιόλικο τραγούδι - Στην ακρογιαλιά - Στον πόλεμο βγαίνει ο Ιταλός - Συγγνώμη σου ζητώ, συγχώρεσέ με - Ταμπακιέρα - Το καινούργιο φεγγάρι - Το πρωί με ξυπνάς με φιλιά - Το φεγγάρι είναι κόκκινο - Φεριχά - Χειμώνας - Χωριάτα - Ψεύτικα βγήκανε όσα ονειρεύτηκα |